# Meridiano 19 E
O meridiano 19 E é um meridiano que, partindo do Polo Norte, atravessa o Oceano Ártico, Oceano Atlântico, Europa, África, Oceano Antártico, Antártida e chega ao Polo Sul. Forma um círculo máximo com o meridiano 161 W.
Começando no Polo Norte, o meridiano 19º Este tem os seguintes cruzamentos:
| País, território ou mar        | Notas                                                             |
| ------------------------------ | ----------------------------------------------------------------- |
| Oceano Ártico                  |                                                                   |
| Noruega                        | Ilhas de Nordaustlandet e Spitsbergen, Svalbard                   |
| Oceano Ártico                  |                                                                   |
| Noruega                        | Ilha do Urso (ou Bjørnøya)                                        |
| Oceano Atlântico               | Mar da Noruega                                                    |
| Noruega                        | Ilhas de Nord-Kvaløya, Ringvassøy, Kvaløya, Tromsøya e continente |
| Suécia                         |                                                                   |
| Mar Báltico                    | Golfo de Bótnia                                                   |
| Suécia                         |                                                                   |
| Mar Báltico                    | Passa a oeste da ilha de Gotska Sandön, Suécia                    |
| Suécia                         | Ilha de Gotland                                                   |
| Mar Báltico                    |                                                                   |
| Polónia                        |                                                                   |
| Eslováquia                     |                                                                   |
| Hungria                        | Passa a oeste de Budapeste                                        |
| Sérvia                         |                                                                   |
| Croácia                        | Em cerca de 16 km                                                 |
| Sérvia                         | Em cerca de 4 km                                                  |
| Croácia                        |                                                                   |
| Bósnia e Herzegovina           |                                                                   |
| Montenegro                     | Em cerca de 13 km                                                 |
| Bósnia e Herzegovina           | Em cerca de 14 km                                                 |
| Montenegro                     |                                                                   |
| Mar Mediterrâneo               |                                                                   |
| Líbia                          |                                                                   |
| Chade                          |                                                                   |
| República Centro-Africana      |                                                                   |
| Chade                          |                                                                   |
| República Centro-Africana      |                                                                   |
| República Democrática do Congo |                                                                   |
| Angola                         |                                                                   |
| Namíbia                        |                                                                   |
| África do Sul                  |                                                                   |
| Oceano Atlântico               |                                                                   |
| Oceano Antártico               |                                                                   |
| Antártida                      | Terra da Rainha Maud, reclamada pela Noruega                      |